# SN 2005dj
SN 2005dj – supernowa typu II odkryta 18 sierpnia 2005 roku w galaktyce UGC 3545. W momencie odkrycia miała maksymalną jasność 16,60m.